# Programmaminister
Een programmaminister is een minister die een ruimer beleidsveld of samenhangend beleidsprogramma uitvoert, met een eigen portefeuille, maar zonder eigen ministerie.

## Nederland
Tijdens de kabinetsformatie van het Nederlandse kabinet-Balkenende IV was er sprake van om het aantal ministers terug te brengen of om een kernkabinet te vormen. Een beperkt aantal ministers zouden sector-overstijgend moeten werken (beleidssectorbundeling), daarbij ondersteund door een groter aantal staatssecretarissen. Dit voorstel heeft het niet gehaald; wel zijn er twee programma-ministers benoemd. Dit zijn ministers zonder ministerie. Net als ministers zonder portefeuille ressorteren zij onder een ander ministerie; zij hebben echter wel een eigen portefeuille.
Deze programmaministers bestrijken een ruimer beleidsveld (programma) en hebben een coördinerende rol.
In kabinet-Balkenende IV waren er twee programmaministers:
- Programmaminister voor Wonen, Wijken en Integratie (Ella Vogelaar, later Eberhard van der Laan, de minister voor Wonen, Wijken en Integratie)
- Programmaminister voor jeugd en gezin (André Rouvoet, de minister voor Jeugd en Gezin en viceminister-president)

In de meeste kabinetten zijn geen programmaministers.